# Aslaug Sigurdsdóttir

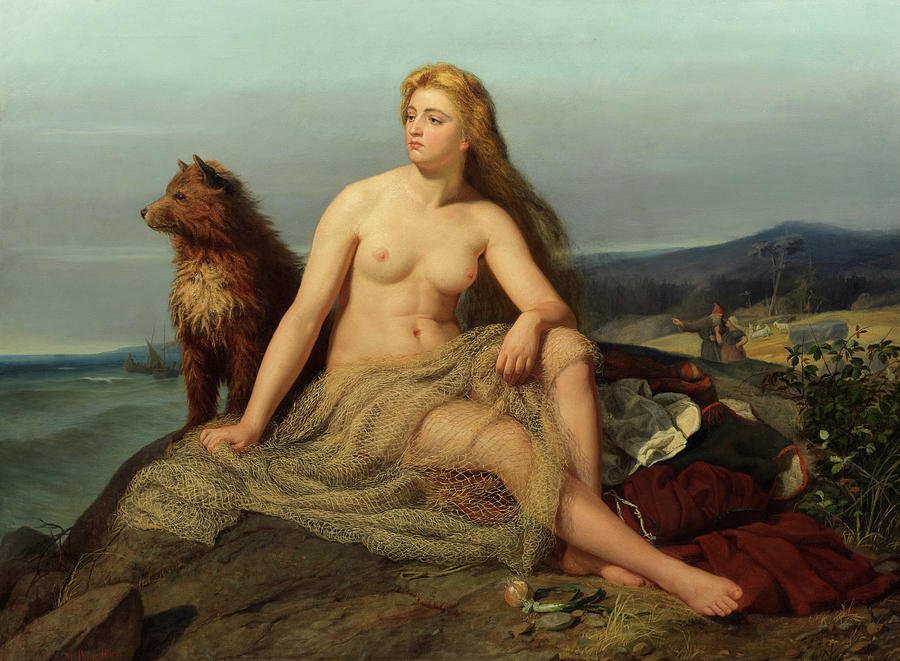
Mårten Eskil Winge, Kraka (1862).

Aslaug Sigurdsdóttir (cioè Aslaug figlia di Sigurðr, in norreno), nota anche come Aslög (in svedese), Kráka, Kraba o Randalín, era una regina della mitologia norrena che compare nella Edda di Snorri, nella Saga dei Völsungar e nella Ragnars saga loðbrókar come moglie di Ragnarr Loðbrók..

## Aslaug nella leggenda

Aslaug con il re Heimer, dipinto di August Malmström (1856).

Secondo la mitologia norrena era una donna di straordinaria bellezza, saggia, astuta, amata regina e coraggiosa guerriera.
La Ragnars saga loðbrókar (XIII secolo) descrive Aslaug come la figlia di Sigurðr Fáfnisbani e della valchiria Brynhildr, cresciuta dal padre adottivo Heimer. Alla morte di Sigurðr e Brynhildr, preoccupato per la sorte di Aslaug, Heimer si mise in viaggio camuffandosi da povero suonatore di arpa, nascondendo la fanciulla di tre anni nell'arpa stessa, che egli aveva costruito appositamente grande abbastanza da celare Aslaug.

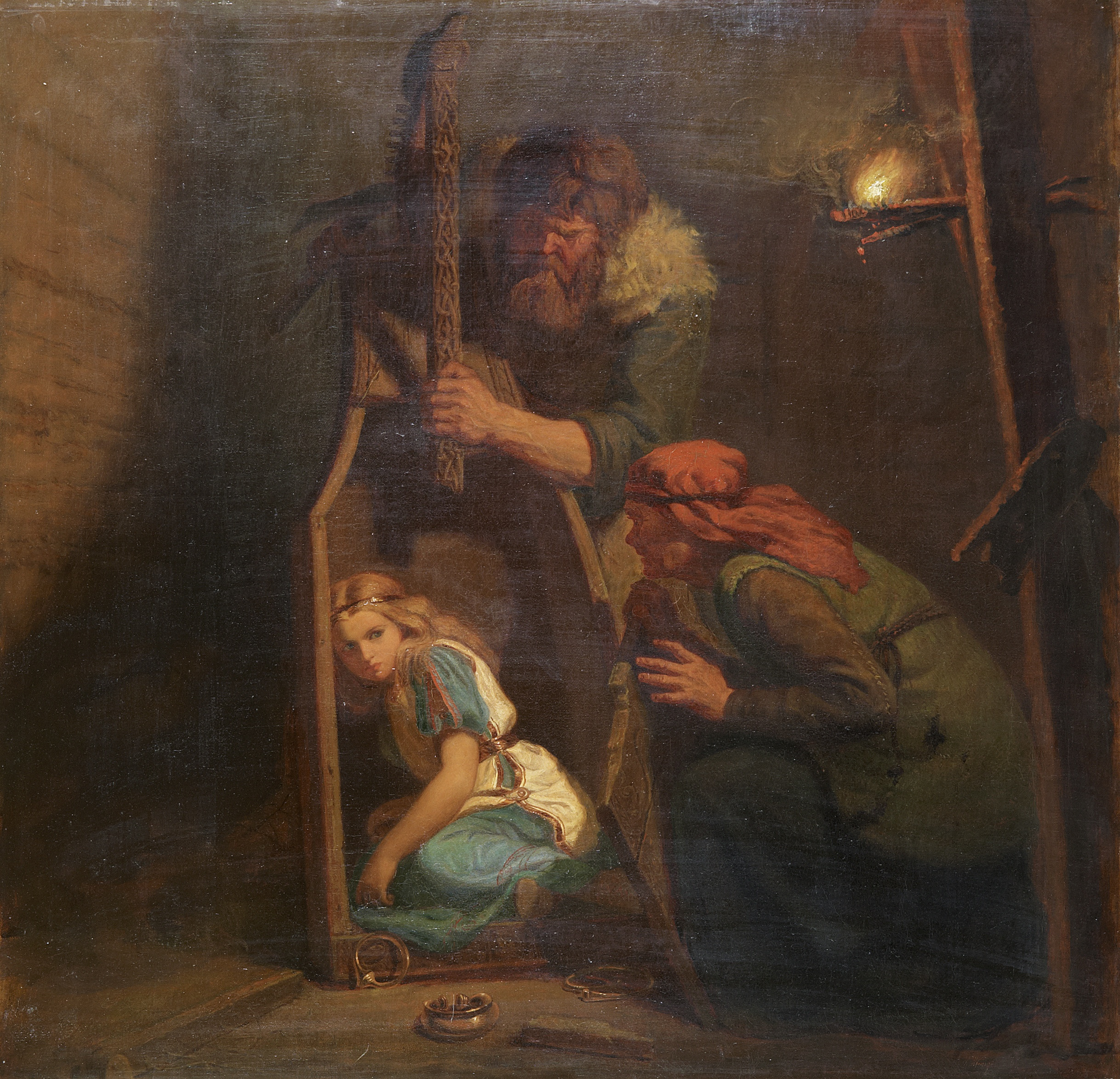
Áke e Grima scoprono Aslaug, dipinto di Mårten Eskil Winge (1862).

Nel loro peregrinare Aslaug e Heimer giunsero a Spangereid nei pressi di Lindesnes, in Norvegia, dove trascorsero una notte nella casa dei contadini Áke e Grima. Áke credeva che la grande arpa nascondesse in realtà oggetti di valore e ne parlò con la moglie Grima; questa lo convinse ad uccidere Heimer durante il sonno e ad aprire l'arpa dove scoprirono Aslaug. I contadini crebbero la bambina, cercando di nascondere la sua bellezza, il segno riconosciuto di origini nobili, spalmandola di catrame e vestendola con un lungo cappuccio, da cui il nomignolo Kráka ("corvo").
La sua fanciullezza in miseria plasmò una donna astuta e intelligente, la cui grande avvenenza arricchiva ancor di più la sua figura.
Durante un bagno, Aslaug venne notata dagli uomini del re leggendario di Danimarca Ragnarr Loðbrók, i quali restarono sconcertati per la sua bellezza tanto da bruciare il pane che stavano cuocendo. Interrogati dal Ragnarr, raccontarono della ragazza che suscitò curiosità nel re appena rimasto vedovo della seconda moglie Þóra. Questi la convocò sulla sua nave e, per mettere alla prova la sua intelligenza, le chiese che:
(Ragnars saga loðbrókar. 1906–10, 124)

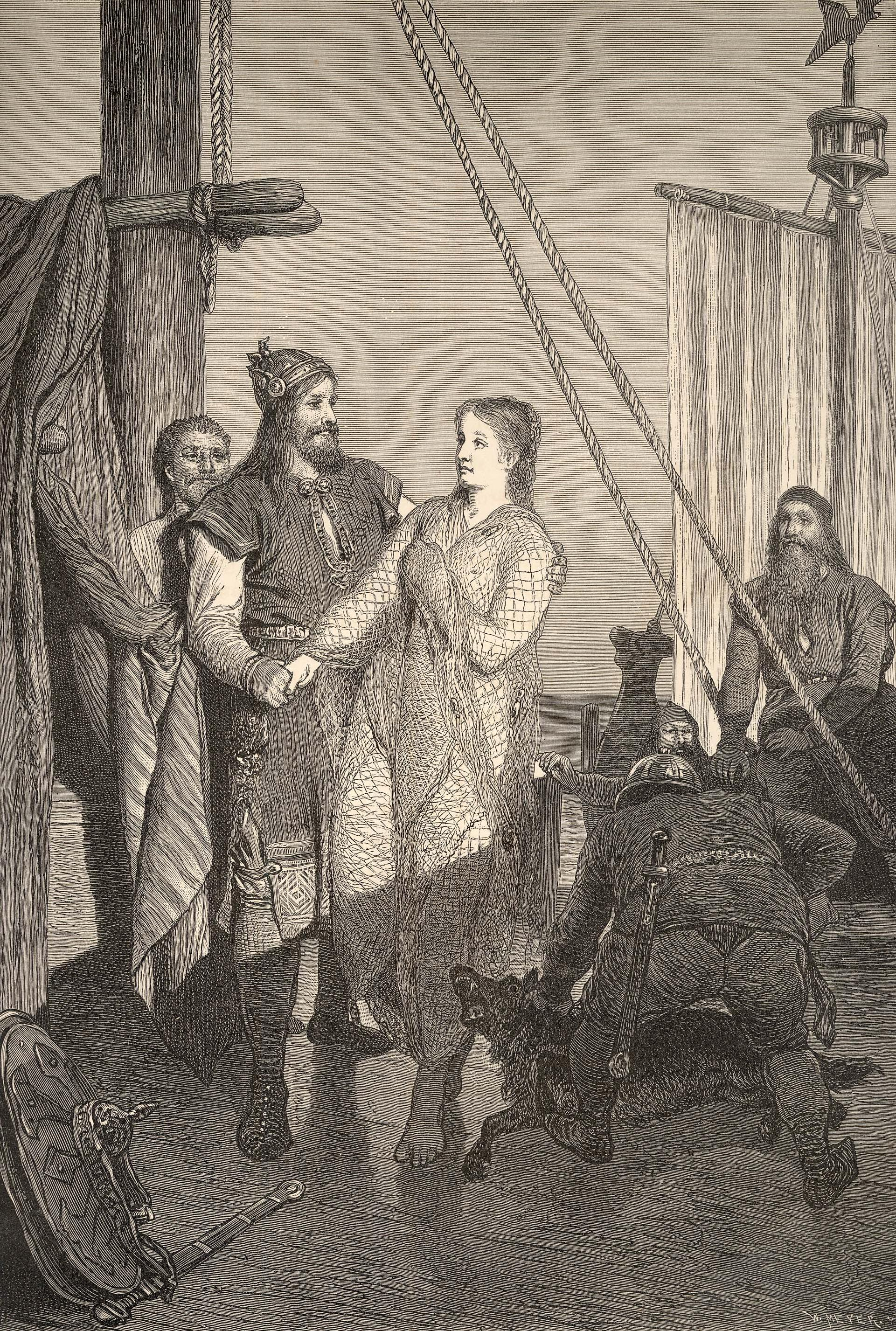
Ragnarr Loðbrók riceve Kráka, illustrazione di August Malmström (1880).

Kráka allora andò al cospetto del re vestita di una rete da pesca, mentre mordeva un porro e accompagnata da un cane. Ragnarr fu impressionato dalla sagacia della fanciulla e le propose di sposarlo regalandole una camicia di seta che era appartenuta a Þóra. Kráka tuttavia rifiutò la proposta fino a che Ragnarr avesse compiuto la sua missione in Norvegia. Tornati insieme in Danimarca, Aslaug sposò Ragnarr a cui diede cinque figli: Ívarr "Senz'ossa", Björn Ragnarsson, Ubbe, Hvitsärk e Sigurðr "Serpente nell'Occhio". Tra le condizioni che Kráka aveva chiesto al re vi era anche quella di astenersi dal consumare la prima unione per tre giorni dopo il matrimonio; Ragnarr invece la prese contro la sua volontà e il primo figlio Ívarr nacque deforme e soprannominato appunto Beinlause ("senz'ossa").
Quando Ragnarr visitò il viceré Eysteinn Beli di Svezia, Eysteinn persuase Ragnarr a ripudiare Kráka per sposare sua figlia Ingeborg. Al suo ritorno in Danimarca, Kráka, che era stata già informata delle intenzioni di Ragnarr da tre uccelli, rimproverò il re e gli confidò le sue nobili origini. Per dimostrare la sua discendenza da Sigurðr, l'uccisore del drago Fáfnir, gli disse che avrebbe portato in grembo un figlio il cui occhio avrebbe mostrato l'immagine di un serpente, appunto Sigurðr "Serpente nell'Occhio". Quando Eysteinn venne a sapere che Ragnarr aveva cambiato intenzione, insorse contro di lui uccidendo in battaglia i due primogeniti di Ragnarr avuti con Þóra, Eirekr e Agnarr. La notizia giunta ad Aslaug, addolorata come se fossero stati i suoi stessi figli a morire, fece nascere un grande desiderio di vendettà portandola ad esortare i suoi figli a cercare e perpetrare la vendetta per i loro fratellastri. 
Ella stessa partecipò alla battaglia come una vera valchiria, con il nome di Randalín. E come sua madre e suo padre prima di lei si batté con impavidità e astuzia sul campo di battaglia. Si dice che la stessa Brunilde scese in campo a suo fianco..
Quando Ragnarr era in procinto di iniziare la sua ultima e sfortunata spedizione in Inghilterra, Randalín lo ammonì circa le cattive condizioni della flotta ma il re non le prestò ascolto. Catturato da Aelle II di Northumbria e gettato nella fossa dei serpenti, Ragnarr fu protetto dalla camicia magica donatagli da Randalín finché questa fu rimossa e Ragnarr ucciso dai serpenti.
La loro separazione fu così afflitta che qualcosa aggirava nei pensieri di entrambi, un qualcosa di funesto, ma di cui non si sa dar definizione.
Dopo la morte di Ragnar su Aslaug si perdono le tracce, la leggenda racconta che sopravvisse abbastanza da accudire i suoi nipoti, ma non v’è modo di sapere come e quando sia deceduta.

## Influenza culturale
Nel poema romantico The Fostering of Aslaug di William Morris del 1870 la vicenda di Aslaug è reinventata influenzata dalla versione britannica della saga raccontata da Benjamin Thorpe ne Northern Mythology del 1851. Morris in particolare rivede il tono adattandolo al romanticismo della sua epoca, smussando i tratti più complicati del mito e ridipingendo Ragnarr come un eroe romantico che corteggia la fanciulla.
Sempre durante il romanticismo l'epopea di Aslaug ha ispirato diversi pittori dell'Europa settentrionale, tra cui gli svedesi Mårten Eskil Winge e August Malmström.

Aslaug potrebbe aver avuto un potente effetto catartico sulle donne del XIII secolo.
"Come un'eroina in un meraviglioso mondo di miti e leggende, riesce a superare i limiti che la società impone agli individui nel mondo reale"

 Appare in "Aslauga's Knight" di Friedrich de la Motte Fouqué, pubblicato nel 1810 con altri due romanzi islandesi come Der Held des Nordens (L'eroe del nord).

 Aslaug appare anche come una figlia di Loki nella serie di romanzi fantasy Red Queen's War di Mark Lawrence.

 In tempi recenti, Aslaug è uno dei personaggi principali della serie televisiva Vikings del 2013. Nell'ultimo episodio della
prima stagione della serie, Aslaug (interpretata da Alyssa Sutherland) è ricevuta da Ragnar come descritto dalla leggenda, anche se il personaggio non rispecchia la leggenda..